# Mondotek
Mondotek – francuska grupa muzyczna, tworzona przez dwóch DJ-ów i producentów (Danny Daagard i Steve Morane). Zespół powstał w 2002 roku, a największy sukces osiągnął dzięki piosence Alive oraz remiksowi utworu One Desire projektu Jakarta.
W klipie do Alive zaprezentowano styl Tecktonik. Taneczny utwór bardzo szybko zdobył popularność na świecie. Uplasował się na wysokich miejscach list przebojów, także w Polsce. Przez 36 tygodni znajdował się na francuskiej liście najpopularniejszych singli, w Niemczech przez 28.
Druga kompozycja duetu to D-Generation.

## Dyskografia

### Single
| 2007 | Alive                                 | 2 | 73 | 2 | 44 | 1 |
| 2008 | D-Generation                          | – | –  | – | –  | – |
| 2009 | Before                                | – | –  | – | –  | – |
| 2010 | Digiben (feat. Carlprit)              | – | –  | – | –  | – |
| 2010 | Pink Lips                             | – | –  | – | –  | – |
| 2011 | Mondotek vs. TAITO - Dancefloor Lover | – | –  | – | –  | – |